# Jess il bandito
Jess il bandito (Jesse James) è un film del 1939 diretto da Henry King e da, non accreditato, Irving Cummings.
Film sul mito di Jesse James che ha visto numerosi rifacimenti nel corso dei decenni.

## Trama
Alla fine della guerra civile molti contadini si vedono espropriati delle loro terre, pagate una miseria sotto minaccia della confisca, per far passare la ferrovia. I due fratelli James, Jesse e Frank, non si piegano però a questo sopruso e cacciano dalle loro terre gli emissari della compagnia ferroviaria. Tornati in forze per stanarli, questi danno fuoco alla casa, provocando la morte della madre dei due. Frank e Jesse si vendicano, uccidendo il responsabile e si danno alla latitanza. Una taglia sulla loro testa, messa dalla compagnia ferroviaria, fa di loro due fuorilegge ricercati. Per colpire gli interessi della compagnia, i fratelli James formano una banda e si specializzano in spettacolari rapine ai treni.
Zerelda, una bella giovane di cui Jesse è innamorato, tenta di farlo ragionare. Se si consegnasse alla giustizia, potrebbe avere uno sconto di pena. Jesse è dubbioso, ma alla fine accetta. Dopo aver sposato "Zee" con la benedizione di un pastore entusiasta per le gesta di Jesse, che hanno ridato coraggio e dignità alla povera gente, Jesse si consegna allo sceriffo. Ma le cose non vanno come previsto. Per le trame del presidente della compagnia ferroviaria, tale McCoy, al processo viene assegnato un giudice forcaiolo. Lo sceriffo ne è indignato e cerca di trovare una soluzione. Intanto, Frank James decide di far scappare il fratello di prigione. Lo sceriffo ne è quasi contento, anche se viene incaricato di organizzare la caccia a Frank, che comunque riesce con uno stratagemma a liberare il fratello.
Jesse Inizia una vita da latitante, con gli amici della banda e il fratello Frank, lontano dalla moglie che nel frattempo ha un bambino. Ma la lontananza dalla moglie lo incupisce; e col tempo diventa sempre più ombroso, irascibile e irriconscente nei confronti dei suoi compagni. Solo il fratello riesce a farlo ragionare.
Nel frattempo, però, McCoy mette alla ricerca di Jesse il temibile detective Remington. Questi riesce a contattare un membro della banda di Jesse e a proporgli di tradire l'amico in cambio di molto denaro.
Scampato ad una trappola di Remington, Jesse si rifugia ferito gravemente dalla moglie. Fa in tempo a riconciliarsi con lei e a vedere per la prima volta il figlioletto. Rimessosi, decide di rimanere con la famiglia, trasferirsi in California e far perdere le sue tracce. Ma il suo compagno traditore lo va a trovare, da parte del fratello, per proporgli un ultimo colpo. Jesse esita (con i soldi del ricavato potrebbe davvero ritirarsi), ma alla fine rifiuta. Ha davvero deciso di cambiare vita. A tradimento, però, il compagno gli spara alle spalle.
Le parole del padre di Zee, al funerale, ridanno l'onore perduto alla figura di Jesse.

## Produzione
Otto Brower lavorò in qualità di regista di seconda unità.

## Distribuzione
In Italia fu distribuito soltanto nel dopoguerra, a partire dal 30 ottobre 1947. Benché il film sia stato girato a colori, in Italia spesso circola una versione in bianco e nero, come anche una versione ricolorata e ridoppiata negli anni '90.

## Accoglienza

### Critica
(Segnalazioni cinematografiche, vol. 22, 1947)